# La Combe-de-Lancey
La Combe-de-Lancey és un municipi francès situat al departament de la Isèra i a la regió d'Alvèrnia-Roine-Alps. L'any 2007 tenia 665 habitants.

## Demografia

### Població
El 2007 la població de fet de La Combe-de-Lancey era de 665 persones. Hi havia 256 famílies de les quals 56 eren unipersonals (30 homes vivint sols i 26 dones vivint soles), 72 parelles sense fills, 113 parelles amb fills i 15 famílies monoparentals amb fills.
La població ha evolucionat segons el següent gràfic:
Habitants censats

### Habitatges
El 2007 hi havia 287 habitatges, 255 eren l'habitatge principal de la família, 21 eren segones residències i 11 estaven desocupats. 264 eren cases i 23 eren apartaments. Dels 255 habitatges principals, 209 estaven ocupats pels seus propietaris, 39 estaven llogats i ocupats pels llogaters i 8 estaven cedits a títol gratuït; 4 tenien dues cambres, 32 en tenien tres, 60 en tenien quatre i 159 en tenien cinc o més. 211 habitatges disposaven pel capbaix d'una plaça de pàrquing. A 73 habitatges hi havia un automòbil i a 172 n'hi havia dos o més.

### Piràmide de població
La piràmide de població per edats i sexe el 2009 era:
| Homes | Edats   | Dones |
| ----- | ------- | ----- |
| 0     | 95 o +  | 1     |
| 0     | 90 a 94 | 1     |
| 2     | 85 a 89 | 2     |
| 4     | 80 a 84 | 1     |
| 5     | 75 a 79 | 10    |
| 5     | 70 a 74 | 7     |
| 7     | 65 a 69 | 10    |
| 11    | 60 a 64 | 10    |
| 13    | 55 a 59 | 12    |
| 28    | 50 a 54 | 19    |
| 26    | 45 a 49 | 21    |
| 27    | 40 a 44 | 23    |
| 19    | 35 a 39 | 29    |
| 19    | 30 a 34 | 18    |
| 14    | 25 a 29 | 8     |
| 16    | 20 a 24 | 8     |
| 26    | 15 a 19 | 18    |
| 16    | 10 a 14 | 25    |
| 18    | 5 a 9   | 21    |
| 11    | 0 a 4   | 18    |

## Economia
El 2007 la població en edat de treballar era de 462 persones, 355 eren actives i 107 eren inactives. De les 355 persones actives 326 estaven ocupades (168 homes i 158 dones) i 28 estaven aturades (20 homes i 8 dones). De les 107 persones inactives 38 estaven jubilades, 40 estaven estudiant i 29 estaven classificades com a «altres inactius».

### Ingressos
El 2009 a La Combe-de-Lancey hi havia 264 unitats fiscals que integraven 727,5 persones, la mediana anual d'ingressos fiscals per persona era de 22.460 €.

### Activitats econòmiques
Dels 19 establiments que hi havia el 2007, 2 eren d'empreses extractives, 2 d'empreses de fabricació d'altres productes industrials, 4 d'empreses de construcció, 1 d'una empresa de transport, 1 d'una empresa d'hostatgeria i restauració, 2 d'empreses d'informació i comunicació, 1 d'una empresa financera, 3 d'empreses de serveis, 1 d'una entitat de l'administració pública i 2 d'empreses classificades com a «altres activitats de serveis».
Dels 5 establiments de servei als particulars que hi havia el 2009, 3 eren fusteries, 1 lampisteria i 1 perruqueria.
L'any 2000 a La Combe-de-Lancey hi havia 17 explotacions agrícoles.

## Equipaments sanitaris i escolars
El 2009 hi havia una escola elemental.

## Poblacions més properes
El següent diagrama mostra les poblacions més properes.